# IE 대학교
IE 대학교 (IE University)는 스페인에 있는 사립대학교로, 세고비아와 마드리드에 캠퍼스를 두고 있다.

대학의 상징이다.

IE 대학교 프로그램은 영어와 스페인어로 구성되어 있고, 약 70개 이상의 다국적 학생들로 구성되어 있다.

## 학생 생활
다양한 동아리활동과 여가 생활을 통해서학생들은 매우 생산적이고 활동적인 생활을 하고있다.

#### 세고비아 캠퍼스
세고비아 본교 캠퍼스는 18,000 m2 을 넘어서는 크기로 학습공간과 도서관을 포함 다양한 장소와 서비스를 제공하고 있다.
- Wi-Fi 캠퍼스내 전지역 가능
- Virtual classrooms
- Art and exhibition rooms
- Center of Applied Psychology
- Fully equipped radio and film studios
- Laboratories
- Architecture workshops

## 프로그램(학사)
- 건축학
- 경영학(BBA)
- 커뮤니케이션
- 정보 시스템 관리(BIS)
- 법학(LLB)
- 심리학
- 국제 관계(BIR)

## 순위
IE 대학은 혁신과 학습 기술의 우수성에 대한 유럽 고등 교육 기관 중 선도적인 위치를 보유하고있다.
타임즈 2015 국제 고용 조사에 따르면 IE 대학은 스페인 1위, 전세계 27위에 위치 하고 있다.

## 국제 교류
현재 90개가 넘는 의 대학과 국제 교류를 하고 있으며 75%의 학생이 교환학생의 기회를 가진다.
AA건축학교 Babson 컬리지, 브라운대학, 에리조나 대학 등 과 국제 교류를 하고 있으며, 아시아 지역에서는 홍콩 대학교, 시드니 대학교, 등이 포함되어 있다

## 여가
여가 생활은 대부분 외부 활동으로 이루어져 있다. 학생들은 주로 배드민,턴 수영, 필라테스, 요가, 헬스, 카포에라, 유도, 태권도, 가라데, 축구, 농구, 핸드볼, 탁구, 등산, 등 을 즐긴다.
교내 동아리 활동으로는 Mighty Movers Club for charities, Chess Club, Investment Club, Padel Club, Golf Club, Intra-Personal Skills Club, 요리 동아리 등이 있다.

## 같이 보기
- IE 비즈니스스쿨